# King del rap
| Recensione    | Giudizio |
| ------------- | -------- |
| MelodicaMente |          |
| Rockol        |          |

King del rap è il terzo album in studio del rapper italiano Marracash, pubblicato il 31 ottobre 2011 dalla Universal Music Group.

## Descrizione
A differenza dei due album precedentemente incisi da Marracash, King del rap non è stato concepito con un concept, secondo quanto dichiarato dal rapper stesso, ed è stato composto parallelamente con il mixtape Roccia Music II, presente nell'edizione deluxe dell'album.
Anticipato dall'omonimo singolo, pubblicato per il download digitale il 7 settembre 2011, King del rap ha debuttato alla terza posizione della classifica italiana e in seguito è stato certificato disco di platino per le oltre 50 000 copie vendute. Il disco è stato pubblicato sia in versione standard che in versione deluxe, la quale include un CD aggiuntivo che racchiude il mixtape Roccia Music II.
Il 2 dicembre 2011 è stato pubblicato sul canale Vevo dell'artista il secondo singolo estratto dal disco, Didinò; il 29 marzo 2012 esce il video del terzo singolo Sabbie mobili, la cui base musicale è caratterizzata da un campionamento del brano Ammonia Avenue degli Alan Parsons Project, dall'omonimo album del 1984.

## Tracce
1. King del rap – 4:00 (musica: Piermarco Gianotti)
2. Didinò – 3:32 (musica: Luigi Florio)
3. Semtex (feat. Attila) – 3:47 (testo: Fabio Rizzo, Davide Musca – musica: Steve Fraschini, Rémi Tobbal)
4. In faccia – 3:36 (musica: Luigi Florio, Diederik Bakker, Stefan den Daas)
5. Rapper/Criminale – 4:00 (musica: Guido Parisi)
6. Giusto un giro (feat. Emis Killa) – 4:23 (testo: Fabio Rizzo, Emiliano Giambelli – musica: Steve Fraschini, Rémi Tobbal)
7. Noi no (feat. Co'Sang) – 4:37 (testo: Fabio Rizzo, Luca Imprudente, Antonio Riccardi – musica: Luigi Florio)
8. S.E.N.I.C.A.R. (feat. Gué Pequeno) – 3:25 (testo: Fabio Rizzo, Cosimo Fini – musica: Piermarco Gianotti)
9. Sabbie mobili – 4:17 (musica: Steve Fraschini, Rémi Tobbal)
10. Quando sarò morto... (feat. Fabri Fibra & Jake La Furia) – 3:55 (testo: Fabio Rizzo, Fabrizio Tarducci, Francesco Vigorelli – musica: Luigi Florio)
11. Né cura né luogo (feat. Salmo) – 4:24 (testo: Fabio Rizzo, Maurizio Pisciottu – musica: Piermarco Gianotti)
12. Prova a prendermi (feat. Entics) – 3:46 (testo: Fabio Rizzo, Cristiano Zuncheddu – musica: Luigi Florio)
13. ...Quando ero vivo (feat. J-Ax) – 4:01 (testo: Fabio Rizzo, Alessandro Aleotti – musica: Steve Fraschini, Rémi Tobbal)
14. In Down – 3:36 (musica: Piermarco Gianotti)
15. Marrageddon (feat. Salmo) – 4:58 (testo: Fabio Rizzo, Maurizio Pisciottu – musica: Flavio Morana)

Traccia bonus nell'edizione di iTunes
1. Fotoromanzo – 2:30 (musica: Piermarco Gianotti)

## Formazione
Musicisti
- Marracash – voce
- Attila – voce aggiuntiva (traccia 3)
- Emis Killa – voce aggiuntiva (traccia 6)
- Co'Sang – voci aggiuntive (traccia 7)
- Gué Pequeno – voce aggiuntiva (traccia 8)
- Fabri Fibra, Jake La Furia – voce aggiuntiva (traccia 10)
- Salmo – voce aggiuntiva (tracce 11 e 15)
- Entics – voce aggiuntiva (traccia 12)
- J-Ax – voce aggiuntiva (traccia 13)

Produzione
- Deleterio – produzione (tracce 1, 8, 11, 14 e 16)
- Don Joe – produzione (tracce 2, 3, 4, 7, 10 e 12)
- Medelìne – produzione (tracce 3, 6, 9 e 13)
- D-Block, S-te-Fan – produzione (traccia 4)
- Geeno – produzione (traccia 5)
- The Buildzer – produzione (traccia 15)

## Classifiche
| Classifica (2011) | Posizione massima |
| ----------------- | ----------------- |
| Italia            | 3                 |